# Molophilus millardi
Molophilus millardi är en tvåvingeart som beskrevs av Alexander 1945. Molophilus millardi ingår i släktet Molophilus och familjen småharkrankar. Inga underarter finns listade i Catalogue of Life.